# 好動動畫
好動動畫股份有限公司（英文名稱：Active Animation Co., Ltd.）是一家台灣的動畫製作公司，成立於2018年，專注於2D與3D動畫、視覺特效、裸視3D、AR/VR技術、互動廣告等領域。該公司參與多項技術應用，並與不同領域的專業人士合作，提供視覺創作與相關服務。

## 歷史與背景
好動動畫於2018年由Kith Ng（吳達光）創立。公司在動畫和視覺特效領域積累了經驗，並參與了多部影視製作。其技術應用涵蓋裸視3D、AR/VR技術以及互動廣告等領域。
好動動畫的代表作品包括《士林小萌虎》裸視3D、動畫電影《惡靈古堡：死亡島》等，也參與了如《惡靈古堡：無盡闇黑》等Netflix影視製作。

## 主要服務項目
- 2D、3D動畫與視覺特效製作：提供動畫電影、電視卡通、遊戲片頭、廣告等的動畫與視覺特效製作服務。
- 裸視3D技術應用：應用於廣告、展覽及商業展示，提供裸視3D技術以增強視覺互動體驗。
- AR/VR與元宇宙應用：開發AR、VR及元宇宙技術，致力於提供沉浸式體驗。
- 互動廣告服務：提供Anter互動廣告，提供整合線上與線下（OMO）概念的互動廣告服務，運用專利技術加強品牌與消費者的互動。[1]
- 動作捕捉與CG技術：提供動作捕捉技術，用於遊戲、電影及影集製作。
- Animo動作庫：提供多樣化的動作素材，應用於遊戲、電影及虛擬體驗等領域。
- Animod模型庫：專注於創造多元化的3D模型，融合技術與藝術創意。

## 代表作品
- 《士林小萌虎》：應用裸視3D技術，並成為士林夜市的地標。[2]
- 《阿霞的雞蛋糕》：為台中市政府製作的動畫。
- 《Madbox Zombies》：好動動畫旗下IP。[3]
- 《惡靈古堡：無盡黯黑》及《勇者鬥惡龍》等動畫作品。
- 裸視3D作品包括台塑潤滑油《油品鋼鐵人》、客委會的桐花樹、新北板橋轉運站的耶誕北極熊[4]、西門町德立莊的摩天巨龍[5]、Sony Music的真人裸視3D作品《Ozone》[6]、台中Snoopy等。
- 王心凌《BITE BACK》裸視互動扭蛋機[7]、亞錦賽賽事巨大 3D 互動扭蛋機[8]等。
- 桃園市政府『夜遊慈湖─水岸光影季』的光雕及全息浮空投影[9]。
- Donut and Ah Meow Interactive AR | 咚咚仔與咕咕喵
- 《咚咚仔與咕咕喵》動畫（第二季）（第三季）

## 成就與獎項
好動動畫在多項國際電影與動畫製作獎項中獲得認可，包括World Film Carnival Singapore、Black Swan International Film Festival、LAFA Los Angeles Film Awards、24th DigiCon6 Asia、Oasis International Film Festival、Festigious International Film Festival、Beyond Earth Film Festival、TMFF Monthly Film Festival、與The Monthly Film Festival等。此外，2024年獲得文化內容策進院的「最具投資潛力獎」。